# Рокамаја (Мачерата)
Рокамаја (итал. Roccamaia) насеље је у Италији у округу Мачерата, региону Марке.
Према процени из 2011. у насељу је живело 16 становника. Насеље се налази на надморској висини од 686 м.